# Huthaifa al-Batawi
Abu Huthaifa al-Batawi (død 8. maj 2011) var et højtstående medlem af terror-organisationen al-Qaida som var kendt under navnet Emiren af Bagdad. 
Al-Batawi var leder for den islamiske al-Qaida-organisation i Bagdad, en paraply-organisation for sunni-muslimske ekstremistiske organisationer. Al-Batawi blev beskyldt for at være hovedmanden bag et terrorangreb på en kristen kirke i Bagdad som den 31. oktober 2010. Mindst 68 personer, inklusive syv medlemmer af en sikkerhedsstyrke døde i angrebet. Al-Batawi står også bag en række angreb på Bagdads centralbanker, der har kostet mere end to dusin mennesker livet.